# شركة عائلية
الشركة العائلية هي منظمة تجارية يتأثر فيها صنع القرار بأجيال متعددة من العائلة، مرتبطة بالدم أو الزواج أو التبني، الذين لديهم القدرة على التأثير على رؤية الشركة والاستعداد لاستخدام هذه القدرة على المتابعة. أهداف مميزة. يتم تحديدهم بشكل وثيق مع الشركة من خلال القيادة أو الملكية. لا تعتبر الشركات الريادية المالكة والمديرة من الشركات العائلية لأنها تفتقر إلى البعد متعدد الأجيال والتأثير العائلي الذي يخلق الديناميكيات والعلاقات الفريدة للشركات العائلية.